# Kitów
Kitów – wieś w Polsce położona w województwie lubelskim, w powiecie zamojskim, w gminie Sułów.
W latach 1975–1998 miejscowość administracyjnie należała do województwa zamojskiego. Wieś położona jest na Wyżynie Lubelskiej.
Wieś jest sołectwem w gminie Sułów. Według Narodowego Spisu Powszechnego z roku 2011 wieś liczyła 247 mieszkańców.
Wierni Kościoła rzymskokatolickiego należą do parafii św. Apostołów Piotra i Pawła w Tworyczowie.

## Historia
11 grudnia 1942 roku wieś została spacyfikowana w odwecie za atak, który partyzanci BCh i AK przeprowadzili na zasiedlony przez niemieckich osadników Nawóz. Funkcjonariusze SS i policji niemieckiej wsparci przez uzbrojonych kolonistów zamordowali od 164 do 174 mieszkańców Kitowa, w tym liczne kobiety i dzieci. Zwłoki ofiar pogrzebano w pobliżu miejsca egzekucji. Była to jedna z największych zbrodni popełnionych przez Niemców w czasie operacji wysiedleńczo-pacyfikacyjnej na Zamojszczyźnie.
Nieopodal miejsca pochówku ofiar mordu znajduje się cmentarz wojskowy z okresu I wojny światowej. Prawdopodobnie pochowani są tam austriaccy i rosyjscy żołnierze polegli w 1915 roku. Szacuje się, że jest to miejsce spoczynku kilku tysięcy ofiar wojny. 